# Helenolius dividens
Helenolius dividens är en insektsart som först beskrevs av Walker 1858.  Helenolius dividens ingår i släktet Helenolius och familjen kilstritar. Inga underarter finns listade i Catalogue of Life.